# اینییگو لکوئه
اینییگو لکوئه (اسپانیایی: Iñigo Lekue‎؛ زادهٔ ۴ مهٔ ۱۹۹۳) یک بازیکن فوتبال اهل اسپانیا است که در پست دفاع راست برای باشگاه فوتبال اتلتیک بیلبائو در لا لیگا بازی می‌کند.